# 皮埃尔·勒隆

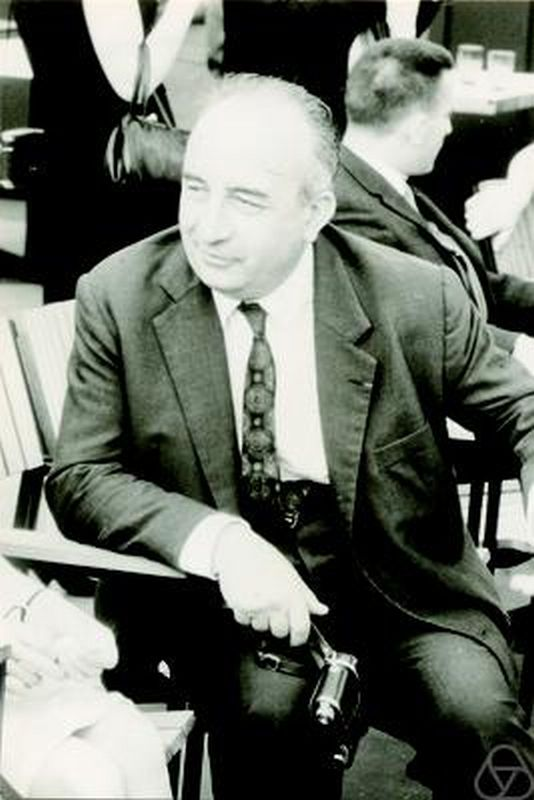

皮埃尔·勒隆（法語：Pierre Lelong，1912年3月14日—2011年10月12日），法国数学家，提出了庞加莱-勒隆方程。